# Lehtineniana beattyi
Espèce
Synonymes
- Tangaroa beattyi Opell, 1983

Lehtineniana beattyi est une espèce d'araignées aranéomorphes de la famille des Uloboridae.

## Distribution
Cette espèce est endémique des îles Yap dans les États fédérés de Micronésie,. Elle se rencontre sur l'île Yap.

## Description
Le mâle holotype mesure 1,98 mm et la femelle paratype 2,06 mm.

## Systématique et taxinomie
Cette espèce a été décrite sous le protonyme Tangaroa beattyi par Opell en 1983. Tangaroa Lehtinen, 1967 étant préoccupé par Tangaroa Marcus, 1952, il a été remplacé par Lehtineniana par Sherwood en 2022.

## Étymologie
Cette espèce est nommée en l'honneur de Joseph A. Beatty.

## Publication originale
- Opell, 1983 : « A review of the genus Tangaroa (Araneae, Uloboridae). » Journal of Arachnology, vol. 11, p. 287-295 (texte intégral).